# Chulucanas
Chulucanas é uma cidade do Peru, situada na região de Piura. Capital do distrito homônimo, sua população em 2017 foi estimada em 40.867 habitantes.